# Alexandrine Belle-Étoile
Alexandrine Belle-Étoile (née le 16 avril 1997) est une mannequin et reine de beauté mauricienne qui remporte le concours Miss Maurice 2022. Elle représente Maurice aux concours Miss Univers 2022 et Miss Supranational 2022.

## Biographie
Alexandrine Belle-Étoile est née le 19 avril 1997 à Curepipe, Plaines Wilhems District. Elle est titulaire d'un diplôme en beaux-arts et enseigne les arts et le français dans une école primaire privée.

## Concours de beauté

### Miss Université Afrique Maurice 2018
Alexandrine Belle-Étoile commence sa carrière de concours de beauté en 2018, elle est couronnée Miss University Africa Mauritius 2018. 

### Miss Maurice 2022
Alexandrine Belle-Étoile est nommée candidate à Miss Maurice 2022 en sortant la tenante du titre Anne Murielle Ravina. Elle a le droit de représenter Maurice à Miss Univers 2022 et Miss Supranational 2022. 
Alexandrine Belle-Étoile représentait Maurice au concours Miss Supranational 2022 organisé à l'amphithéâtre Strzelecki Park, Nowy Sącz, Małopolska en Pologne, où elle termine dans le Top 10.

## Référence
1. ↑  Herlina, « 9 Pesona Alexandrine Belle Etoile Miss Mauritius 2022, Charming Abis! », IDN Times, 14 mai 2022
2. ↑  Seetamonee, « Miss University Africa : Alexandrine Belle-Étoile remporte deux awards », defimedia.info, 6 décembre 2018
3. ↑  Suarez, « Alexandrine Belle-Etoile appointed Miss Maurice 2022 », Angelopedia, 19 avril 2022